# 原口一也
原口 一也（はらぐち かずや、1967年6月21日 - ）は、日本の編集者、ライター。北海道留萌市出身。血液型A型。

## 略歴
北海道札幌月寒高等学校時代より、投稿雑誌「ビックリハウス」や、「週刊少年ジャンプ」「週刊文春」誌等の投稿コーナーの常連投稿者（ハガキ職人）として活動する。週刊少年ジャンプ連載の「ジャンプ放送局」では歴代掲載本数23位（ベスト10入り2回・初代新人賞獲得）、週刊文春連載「糸井重里の萬流コピー塾」では師範看板を獲得（萬名「原囲一也」）する。
北海学園大学法学部在学中に、「ジャンプ放送局」への投稿が縁で、当時フリーライターのさくまあきらに弟子入り。大学卒業後、1990年より編集プロダクションのキャラメル・ママに入社し、ゲームライターとして活動。多数の雑誌、ゲーム攻略本、ゲーム関連本の執筆・構成を手がける。当時の『ドラゴンクエスト』『ファイナルファンタジー』シリーズの攻略本にも執筆スタッフとして参加している。また、JICC出版局のゲーム誌「HiPPON SUPER!」では読者ページを担当したほか、集英社のゲーム誌「Vジャンプ」では、創刊時より約4年間メインライターとして関わっていた。
1997年に独立し、フリーライターを経て、1999年に編集プロダクションの有限会社エスティーエフ・プロジェクトを設立。ゲーム本やゲーム取扱説明書の構成・執筆業務の他、映画、芸能、プロレス・格闘技他のエンターテインメントジャンルへも執筆の幅を広げる。
オリコン・エンタテインメント「Weekly Oricon」誌では映画情報ページの連載、また2003年から2008年まで、アントニオ猪木公式携帯サイト「闘魂INOKI-ISM」の構成・執筆も担当していた。
また、サブカル系トークライブでの司会やゲストトーク、声優活動、歌手活動など、ライター以外の活動も行っている。
2006年頃より、「映画秘宝」「この映画がすごい！」誌等の映画媒体への関わりを深めると、映画情報WEB「映画秘宝.com」の編集を経て、2007年からモバイル（現：WEB&メールマガジン）映画情報サイト「映画野郎（旧：映画秘宝クラブ）」の編集長に就任する。
現在、「映画野郎」の編集、ライター活動などを継続しながら、2016年より新聞社での編集業務も担当。